# Camarasa
Camarasa è un comune spagnolo di 876 abitanti situato nella comunità autonoma della Catalogna.